# Кијевски симфонијски оркестар
Кијевски симфонијски оркестар је украјински симфонијски оркестар са седиштем у Кијеву који свира на међународном нивоу.

## Историја
Оркестар је основан 1980-их, у време Украјинске Совјетске Социјалистичке Републике. Од 2018. године шеф-диригент је Луиђи Гађеро. Он је у Украјину је дошао као перкусиониста око 2012. године и био је импресиониран пажњом публике која је слушала као духовну поруку („geistige Botschaft“). Гађеро је рођен у Италији, студирао је у Немачкој, предавао је у Француској и има визију изградње Европе.
Оркестар је гостовао у Украјини, као и у Шпанији и Холандији. Свирали су на националним догађајима као што је 30. годишњица независности 2021. Оркестар је водио оркестарску академију.
Током руске инвазије на Украјину 2022. године, оркестар је позван да одсвира серију концерата у Пољској и Немачкој, почевши од концерта у Варшави 21. априла. Турнеју је одобрило не само Министарство културе, већ и Министарство одбране, дозвољавајући музичарима да напусте земљу. Наступали су у Дрездену, Лајпцигу, Берлинској филхармонији, Висбадену, Фрајбургу, Купелсалу и Хамбургу. Извођачима је било дозвољено да буду у пратњи породица и деце.
Програм турнеје је фокусиран на украјинску музику, са делима Максима Березовског, Мирослава Скорика и Бориса Љатошинског.  Програм за Визбаден укључивао је Симфонију Березовског у Ц-дуру из 1770-их са Шосоновом Поемом за виолину и оркестар, оп. 25, и Скорикову Мелодију у а-молу (1982). Том приликом је виолиниста био Алексеј Семененко. Програм је завршен Симфонијом бр.<span typeof="mw:Entity" id="mwSw">&nbsp;</span>3, оп. 50 (1951) чија је тема „Мир ће победити рат”.